# Waterloo (Sänger)

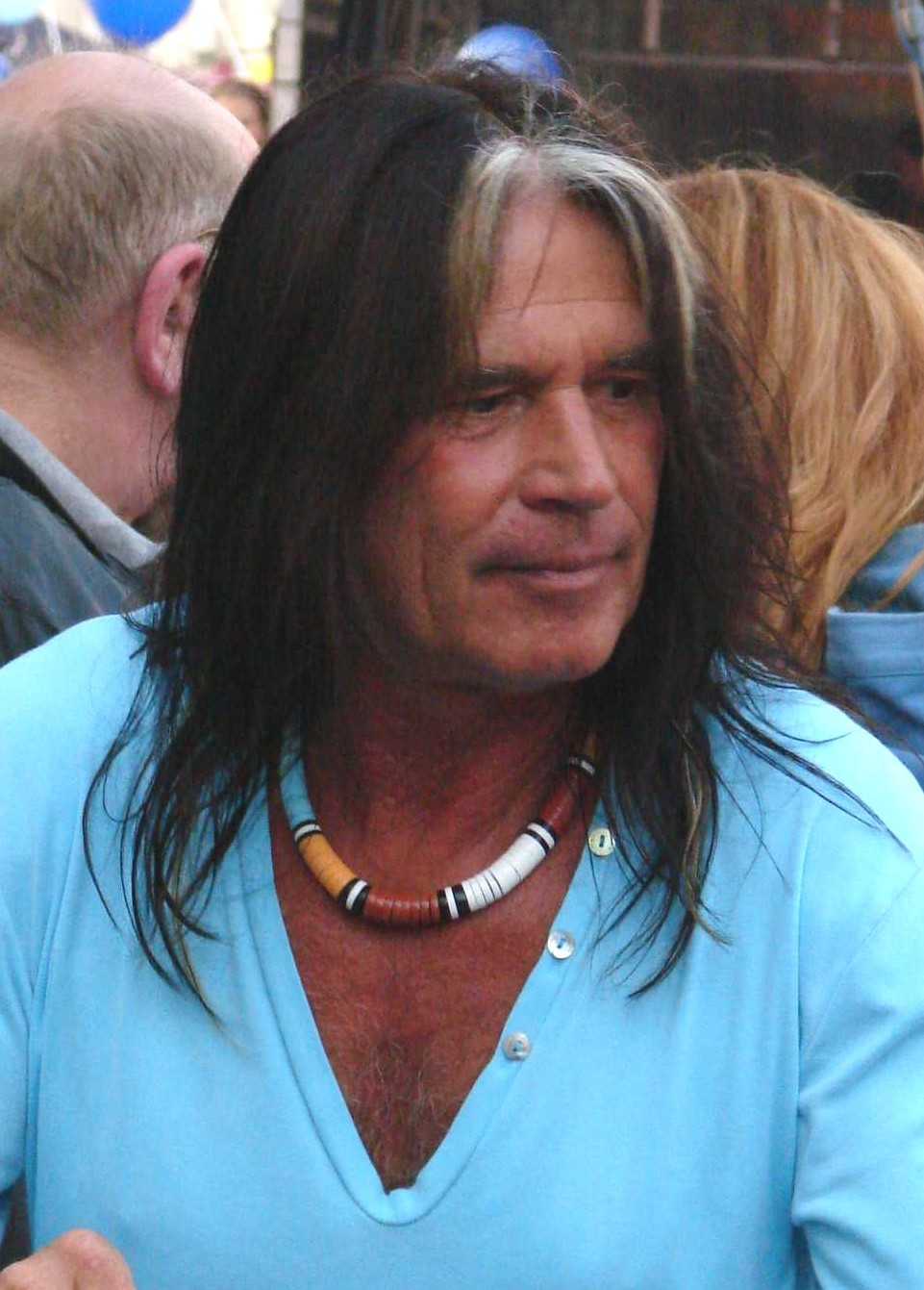
Hans Kreuzmayr, 2006

Waterloo (bürgerlich Johann „Hans“ Kreuzmayr, * 27. November 1945 in Altheim, Oberösterreich) ist ein österreichischer Popmusiker und Schlagersänger. Mit Sepp Krassnitzer (Robinson) bildete er das Duo Waterloo & Robinson. 

## Leben und Wirken
Kreuzmayr wuchs als Sohn einer Arbeiterfamilie in Linz auf. Als gelernter Tischler und Kaufmann führte er Ende der 1960er bis Anfang der 1970er Jahre in Linz die Damenmodenboutique Eclisse. Als er jemanden für die Auslagengestaltung seines Geschäftes suchte, lernte er seinen späteren langjährigen Gesangspartner Sepp Krassnitzer kennen. Mit ihm gründete er das Duo Waterloo & Robinson.
Kreuzmayr ist mit Andrea verheiratet, die er 1999 kennen lernte. Er ist Vater von fünf Kindern sowie Großvater einer Enkelin und Urgroßvater einer Urenkelin. Die Influencerin Tatjana Kreuzmayr ist seine Tochter.

### Waterloo & Robinson
Nach einigen nationalen Erfolgen hatten Waterloo & Robinson 1974 mit Baby Blue ihren ersten großen europäischen Erfolg, im selben Jahr folgte mit Hollywood der erste Welthit.
1976 vertraten sie Österreich mit My little world beim Eurovision Song Contest, bei dem sie den fünften Platz erreichten.
Sie waren mehrfach Gäste in der ZDF-Hitparade, in Disco und in den Abendshows von Peter Frankenfeld, Vico Torriani, Lou van Burg und Hans Rosenthal. 
1981 trennte sich das Pop-Duo. Ab 1989 gab es zwar immer wieder auch gemeinsame Konzerte und auch gemeinsame CDs, aber beide verfolgten immer auch ihre Solo-Projekte weiter.
Als beide ab 2005 wieder vermehrt solo im Studio waren, waren Waterloo & Robinson noch gemeinsam auf Tour. Mitte 2007 beschlossen sie, sich auch live nur noch auf ihre Soloprojekte zu konzentrieren.

### Waterloo solo
Waterloo schaffte nach der Trennung (1981) von Waterloo & Robinson mit Im Land das Ewigkeit heißt wieder den Einstieg – auch in die heimischen Charts. Es folgten Freiheit, Impossible Dream, Tod eines Traums und So a wunderschönes Leb'n. 
Mehrfach trat er auf Benefizveranstaltungen auf, z. B. bei den Nivea-Sommerfesten zugunsten der SOS-Kinderdörfer und für die Aktion Menschen für Menschen von Karlheinz Böhm.
Anfang der 1990er Jahre bekam Waterloo die Gelegenheit, einige Zeit in einem Indianerreservat in Nordamerika zu verbringen, was seine weitere Musik stark beeinflusste. Es folgten seine „indianischen“ Alben Tales of the Sun, Moon and Stars, Apaches' Land und Indio. 
Zum Zeitpunkt des Erscheinens von Indio verkörperte er gerade bei den Karl-May-Festspielen in Winzendorf den Winnetou. Dort lernte er auch seine jetzige Frau Andrea kennen. Seit diesen Karl-May-Festspielen tritt Waterloo immer wieder auch im Rahmen von Kindernachmittagen als Winnetou auf. 
2005 erschien zu Waterloos 60. Geburtstag seine Solo-CD Im Atemzug der Zeit (wie er sagte, als Geschenk an sich selbst), 2006 veröffentlichte er ebenfalls solo eine Weihnachts-CD.
Im Zuge des Wahlkampfs zur Gemeinderatswahl in Wien 2005 trat Waterloo bei der Wahlveranstaltung der FPÖ auf, wofür er des Öfteren kritisiert wurde.
2008 trat er in der 4. Staffel der ORF-Show Dancing Stars auf und schaffte es an der Seite der Profitänzerin Alice Guschelbauer bis in die 7. Runde.
Im Februar 2009 erschien das gemeinsame Buch von Waterloo und Thomas Jeier Das geheime Wissen der Lakota. In diesem Buch stellte er Großzügigkeit, Standhaftigkeit, Tapferkeit, Weisheit, Liebe, Respekt und Bescheidenheit als Wege der Lakota dar, um zu Glück zu gelangen.
2016 veröffentlichte er gemeinsam mit Roberto Blanco eine Neuaufnahme des Oldies Brauner Bär und Weiße Taube von Gus Backus, unter anderem in einer Dance-Version.
Am 5. Oktober 2018 wurde ihm die Kulturmedaille des Landes Oberösterreich verliehen.

### Waterloo & Ricky Berger
Auf der CD Ewigkeit, erschienen im Jahr 2008, war mit Freunde erstmals ein gemeinsam mit seinem Stiefsohn, dem Schlagersänger Ricky Berger, aufgenommenes Lied zu hören.
Im Jahr 2012 waren sie dann wieder gemeinsam im Studio, um als Berger-Maier-Waterloo das Album Baby Blue aufzunehmen. Der offizielle Erscheinungstermin dafür war Jänner 2013, eine limitierte Auflage war bereits seit November 2012 erhältlich.

## Diskografie
(Diskografie Waterloo & Robinson siehe hier)

### Alben
- 1983: Waterloo (Polydor)
- 1985: Take me or leave me
- 1987: Waterloo (Johnny)
- 1988: Love of my life
- 1988: Waterloo / Robinson (jeweils Solonummern von Waterloo bzw. Robinson)
- 1990: Ende der Eiszeit
- 1990: Waterloo & Robinson (jeweils Solonummern von Waterloo bzw. Robinson)
- 1990: Meine größten Hits (auch als Waterloo singt Ihre Lieblingslieder)
- 1992: Tales of the sun, moon and stars
- 1993: Only for you
- 1994: Apache's Land
- 1999: Indio
- 2005: Im Atemzug der Zeit
- 2006: Frieden heut´ Nacht - Weihnachten mit Waterloo
- 2008: Ewigkeit
- 2011: Am Ziel
- 2012: Indian Summer
- 2012: Berger-Maier-Waterloo / Baby Blue (mit Ricky Berger)
- 2014: Me
- 2015: Waterloo singt große Hits
- 2019: Alles Leben dieser Erde

### Singles
- 1982: Im Land, das Ewigkeit heißt (Coverversion zu I’ll Find My Way Home)
- 1982: Träum mit mir
- 1983: Freiheit
- 1983: Tod eines Traums
- 1984: Impossible dream
- 1985: Take me or leave me
- 1985: Carry on
- 1985: Love - what's your face
- 1986: Adesso tu - Ich muss da durch
- 1987: Königin der Nacht
- 1988: Vibrations of love
- 1988: Heroes
- 1989: Love of my life
- 1989: Frieden auf der Welt
- 1989: So a wunderschönes Leben
- 1990: Dancing away
- 1992: Don't drink and drive (mit Andy Lee Lang & Jacky Cleever)
- 1992: Reservation cowboy
- 1994: Noch gibt es so viele Wunder (Jan & Waterloo)
- 1995: Gebt den Kindern dieser Welt ... (Waterloo & Saalfeldner Kinder- und Jugendchor)
- 1996: Der Voll dabei-Song
- 1998: All the love (Waterloo & Elke Sanders)
- 1999: A second try
- 2002: I need you tonight (Waterloo & Angelica Camm)
- 2009: Der blaue Planet
- 2009: Erzherzog-Johann-Jodler
- 2010: The Valley of the Kings (Belly Dance featuring Waterloo)
- 2011: Ab hier lass ich Dich allein (Waterloo & Doris Russo)
- 2011: Hollywood (italienisch)
- 2016: Brauner Bär und Weiße Taube (Waterloo & Roberto Blanco)
- 2016: Big John
- 2017: Mama
- 2021: Das alte Haus von Rocky Docky (Waterloo & Mountain Crew)

## Schriften
- Das geheime Wissen der Lakota. Die 7 Wege zu einem besseren Leben. Aufgezeichnet von Thomas Jeier. Ueberreuter, Wien 2009, ISBN 978-3-8000-7402-0.